# Kate Jobson

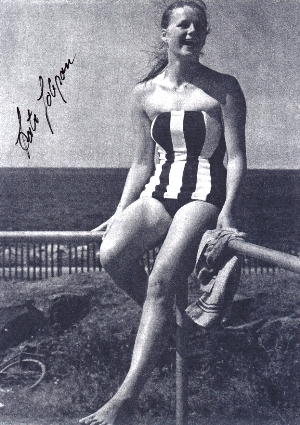
Kate Jobson

Kate Margareth Jobson (Varberg, 8 juli 1937) is een voormalig Zweeds zwemster.
Jobson won twee medailles bij de Europese kampioenschappen zwemmen 1958: goud op de 100 meter vrije slag (haar tijd was tevens een nieuw persoonlijk record) en brons op de 4x100 meter vrije slag estafette. Ze nam ook deel aan de - door diverse landen geboycotte - Olympische Zomerspelen 1956 in het Australische Melbourne, waar een zesde plaats op de estafette haar beste resultaat was. Individueel strandde ze in de series van de 100 meter vrije slag. Ze won zes Zweedse nationale kampioenschappen in de jaren 1956-1959. In 1960 was ze, vanwege onder meer een maagzweer waar ze aan geopereerd moest worden, gedwongen te stoppen met de zwemsport.
Kate Jobson werd in 1958 onderscheiden als Zweeds sportvrouw van het jaar.